# Justine Benin
Pour les articles homonymes, voir Bénin (homonymie).
Justine Benin, née le 12 mars 1975 aux Abymes (Guadeloupe), est une femme politique française.
Députée de la deuxième circonscription de la Guadeloupe de 2017 à 2022, elle est notamment rapporteure en juin 2019 de la commission d'enquête parlementaire sur la pollution du chlordécone aux Antilles françaises.
En 2022, elle est nommée secrétaire d'État à la Mer dans le gouvernement Élisabeth Borne, mais quitte ses fonctions quelques semaines plus tard à la suite de son échec aux élections législatives.

## Biographie

### Famille et parcours
Justine Benin naît aux Abymes en Guadeloupe en 1975, et grandit au sein d'une famille nombreuse. Après l’obtention d'un master en droit social à l’université Toulouse-Capitole, elle commence sa carrière professionnelle à la direction de la protection judiciaire de la jeunesse, puis au sein de Pôle emploi, où elle assume différentes fonctions pour le service public de l’emploi en Île-de-France et en Guadeloupe,.

### Engagement en politique
De retour en Guadeloupe en 2006, elle milite activement dans les associations sportives et culturelles et se lance dans la politique locale, lors des élections municipales de 2008. Elle est élue au Moule sur la liste de Gabrielle Louis-Carabin. Aux élections régionales de 2010, elle est élue sur la liste du vainqueur socialiste Victorin Lurel. Elle est alors nommée troisième vice-présidente du conseil régional de la Guadeloupe chargée de la formation professionnelle.
En 2011, lors des élections cantonales, elle est élue conseillère générale divers gauche dans le canton du Moule-2, éliminant dès le premier tour le sortant socialiste Christian Couchy. Aux élections municipales de 2014, elle figure en dernière position de la liste de la majorité, et n'est pas réélue. Elle est réélue lors des élections départementales de 2015, après la fusion des cantons de la commune dans le nouveau canton du Moule.
Aux élections municipales de 2020, elle est tête de la liste d'opposition au Moule, « Ensemble disons oui au changement ». Elle arrive derrière celle de la maire sortante, Gabrielle Louis-Carabin, avec 35,77 % des voix, et est élue conseillère municipale du Moule et conseillère communautaire de la communauté d'agglomération du Nord Grande-Terre.

### Députée de laXVelégislature
Le 17 juin 2017, elle est élue députée de la deuxième circonscription de la Guadeloupe, réunissant 64,26 % des suffrages exprimés face à la candidate de La République en marche, Diana Peran.
Élue sous l'étiquette « divers gauche », elle siège à l'Assemblée nationale en tant qu'apparentée au groupe du Mouvement démocrate (MoDem). Elle est également membre de la délégation aux outre-mer de l'Assemblée nationale.

#### Commission d'enquête sur la pollution au chlordécone
Justine Benin est nommée rapporteure en juin 2019 de la commission d'enquête parlementaire sur la pollution au chlordécone en Guadeloupe et en Martinique. En novembre 2019, elle remet son rapport, qui affirme la responsabilité de l'État français dans la pollution aux Antilles, et elle plaide pour la mise en place de réparations, notamment pour l'agriculture, la prévention des risques sanitaires et la recherche scientifique.
À la suite de la remise de son rapport, le gouvernement présente en février 2021 le plan Chlordécone IV, qui reprend largement des recommandations du rapport de la commission d'enquête parlementaire. En outre, suivant l'une des propositions du rapport de Justine Benin sur le volet de la gouvernance, la Martiniquaise Edwige Duclay est nommée directrice de projet interministériel pour la coordination du plan Chlordécone IV en Guadeloupe et en Martinique.

#### Loi sur la gouvernance de l'eau potable et de l'assainissement en Guadeloupe
En décembre 2020, Justine Benin dépose au Parlement, conjointement avec son collègue sénateur de la Guadeloupe, Dominique Théophile, une proposition de loi rénovant la gouvernance du service public de distribution d'eau potable et d'assainissement en Guadeloupe. Ce texte vise à répondre aux difficultés de distribution d'eau potable et d'assainissement dans le département, confronté depuis longtemps à des pénuries récurrentes dues à un réseau vétuste et mal entretenu, et à l'organisation inadaptée des opérateurs de l'eau dans l'archipel. La proposition de loi prévoit ainsi le cadre législatif d'une gouvernance unifiée, avec un syndicat mixte ouvert, créé au plus tard le 1er septembre 2021. Elle est définitivement adoptée par l'Assemblée nationale, à l'unanimité en séance publique, le 28 janvier 2021,, puis elle est examinée et votée par le Sénat le 10 mars 2021. La loi est officiellement promulguée le 30 avril 2021.

### Secrétaire d'État à la Mer
Proche du MoDem, Justine Benin est nommée secrétaire d'État à la Mer le 20 mai 2022 au sein du gouvernement Élisabeth Borne, succédant à Annick Girardin.
Elle est mise en cause en mai 2022 par Mediapart qui lui reproche une « dérive clientéliste », en raison de plusieurs versements (37 000 euros) effectués en 2019 et 2020 par le MoDem à des associations comme à un restaurant de la commune du Moule où elle s'est présentée aux élections municipales de 2020. Pour la ministre, « ces interventions ont été faites en toute transparence »,,,,.

### Élections législatives de 2022
Justine Benin est candidate à sa succession aux élections législatives de 2022 dans la deuxième circonscription de la Guadeloupe, dans un département qui s'est montré très hostile à Emmanuel Macron à l'élection présidentielle de 2022. À l'issue du premier tour, elle arrive en tête en obtenant 31,31 % des suffrages exprimés, et se retrouve donc en ballottage favorable devant Christian Baptiste (26,78 %), le candidat du PPDG (NUPES),, mais elle est battue au second tour en obtenant 41,35 % des voix, contre 58,65 % pour Christian Baptiste. Conformément à la règle édictée par l'Élysée,, Justine Benin quitte le gouvernement le 4 juillet 2022.

## Décoration
- Commandeur de l'ordre du Mérite maritime (2022) de droit en tant que secrétaire d'État chargée de la Mer[31].